# Eotetranychus mucronatae
Eotetranychus mucronatae är en spindeldjursart som beskrevs av Meyer 1987. Eotetranychus mucronatae ingår i släktet Eotetranychus och familjen Tetranychidae. Inga underarter finns listade i Catalogue of Life.